# وكالة الخدمات المالية (اليابان)
وكالة الخدمات المالية هي مؤسسة حكومية تقوم على مراقبة النشاطات المالية للمصارف ومؤسسات الائتمان، وعلى مراقبة صرف العملات وسندات الضمان لتتأكد من استقرار النظام المالي الياباني. تقوم على المؤسسة هيئة وترسل تقاريها عن النشاطات المالية إلى وزارة المالية، ويقع مقرها الرئيس في طوكيو.

## روابط خارجية
- الموقع الرئيس للوكالة

‌